# カルロ・ペレグリーニ

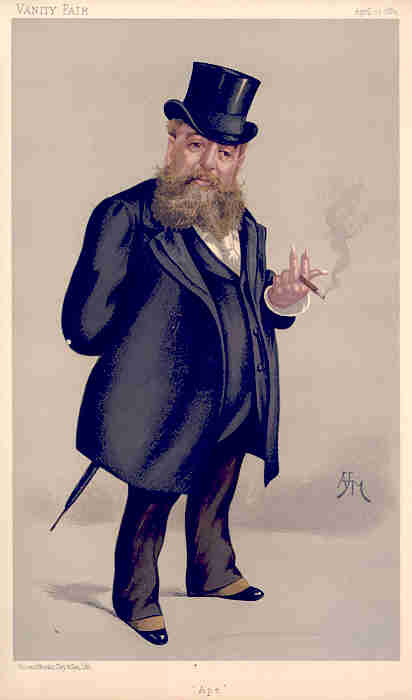
カルロ・ペレグリーニ（アーサー・Ｈ・マーク画）

カルロ・ペレグリーニ（Carlo Pellegrini, 1839年3月25日 - 1889年1月22日）は、1869年から1889年にかけて、ロンドンを代表する雑誌であるヴァニティ・フェアに風刺画を掲載した作家である。そのほとんどの仕事はアープ（Ape [ˈaːpe],イタリア語で「蜂」）の筆名で行われた。イタリアのカプアに生まれ、その後はシチリアに住んだ。彼の父親はもともと古くから地主の血筋であり、母親もまたメディチ家の流れをくむといわれている。雑誌に作品を載せるたびにその評価は高まり、当時もっとも影響力をもつ作家となった。

## 生い立ち
ペレグリーニは若いころから、メルキオッレ・デルフィーコやオノレ・ドーミエなど当時の英仏を代表する作家にならいナポリ社会を風刺する作品を描いていた。ジュゼッペ・ガリバルディともやりあったことがあると語っていたが、彼を知る人の多くが作り話だと取り合わなかった。
妹の死など私生活での不幸が続き、1864年にイタリアを離れることを決断した。スイスとフランスを経由してイギリスを目指し、1864年11月にはロンドンに到着した。彼は後に、このときは極貧状態であり、他人の家の玄関の前で野宿したと語っている。しかし、この逸話もまた自身をボヘミアンにみせたいという作り話の可能性がある。ロンドンではプリンス・オブ・ウェールズと友人になったという。

## ヴァニティ・フェア
ペレグリーニがヴァニティ・フェアのオーナーであるトーマス・ボウルズとどのように出会ったのかについては記録がのこっていない。しかし彼はいつの間にかボウルズと仕事を始め、ヴァニティ・フェアで最初の風刺画家となった。もともと作品には「Singe」と署名していたが、後に「Ape」と書くようになった。ヴァニティ・フェアでのペレグリーニの仕事の評価は高く、1869年1月から20年以上にわたってその作品が掲載されるなど大きな影響力を持つ作家となった。1869年のベンジャミン・ディズレーリの風刺画はカラー・リトグラフで掲載されるなど、その絶大な人気がうかがわれた。この雑誌が40年以上刊行を続け、2000人以上の肖像が掲載されることになったのはカルロ・ペレグリーニの描いた風刺画が成功をおさめたことによるとされる。ペレグリーニはボウルズと不仲となり、この雑誌の仕事を辞め、レスリー・ウォードが後任となり、ウォードのほうが長く仕事をし、知名度も上まわることになるが、コレクターにとっては「アープ」のほうが芸術性からも技術の面からも優れると考えられている。
彼は雑誌向けに風刺画を描く仕事とは別に、肖像画家としても名をあげようとしたが、この挑戦はあまり成功したとはいえなかった。1870年代にはロンドンでドガと知り合っており、1876年か77年に彼の肖像画を描いている。この絵には「à vous/Pellegrini」（あなたに/ペレグリーニより）という署名がはいった。そのお返しに、ドガはペレグリーニの肖像画を描き、同じように署名した〔画像右上〕。
ペレグリーニはロンドンのビーフステーキ・クラブのメンバーであった。彼はこのクラブを通じてホイッスラーと出会い、自身の作品に多大な影響を受けた。実際、ペレグリーニはホイッスラー風の肖像画を描こうとさえしていた。彼は1874年から1888年までアーツ・クラブのメンバーでもあった。

## 人となり
彼は自分の身だしなみに極端なまでに気をつかっていた。真っ白なスパッツに磨きこまれた革靴を履き、爪を中国の官吏のように長く伸ばしていた。また馬車に乗れるときは絶対に歩かなかったし、面白い話や珍しいものには金を惜しまなかった。ブロークンイングリッシュを話し、同性愛者であることを公言してはばからなかった（これは当時としては危険な行為だった）。ディナー・パーティーにはよくマカロニ料理を持ち込んでいた。慣れないベッドで寝ることを嫌がり、招待を受けても田舎のホテルであれば断っていた。葉巻をくわえるのが癖で、寝る時も口から離さなかった。
ペレグリーニは53歳のときに、ロンドンのキャヴェンディッシュ・スクエア近くのモーティマーストリート53番地の自宅で亡くなった。肺病だった。彼はロンドン、ケンサル・グリーンの聖メアリ・ローマン・カトリック墓地に埋葬された。

## ギャラリー

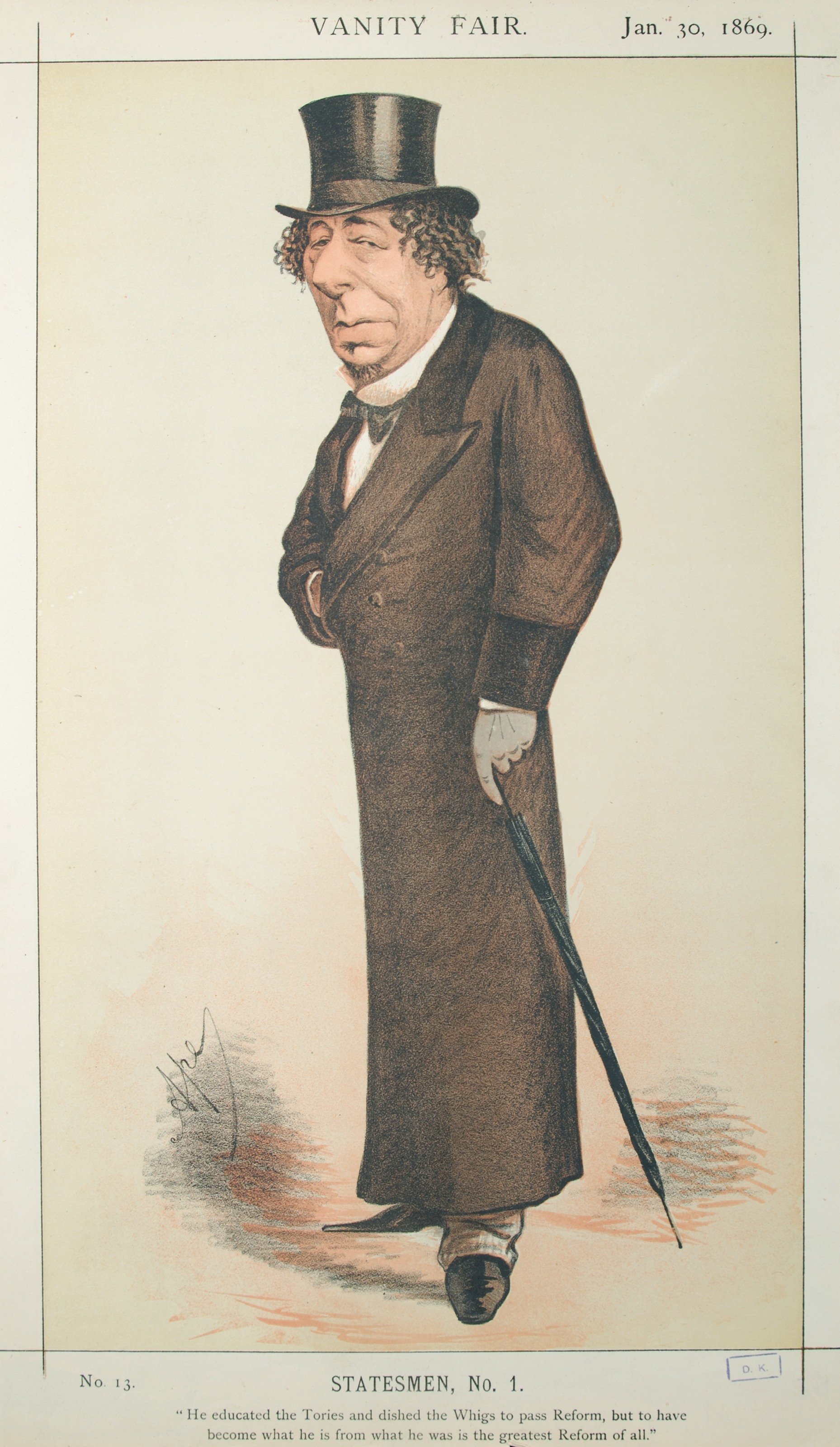
ベンジャミン・ディズレーリ
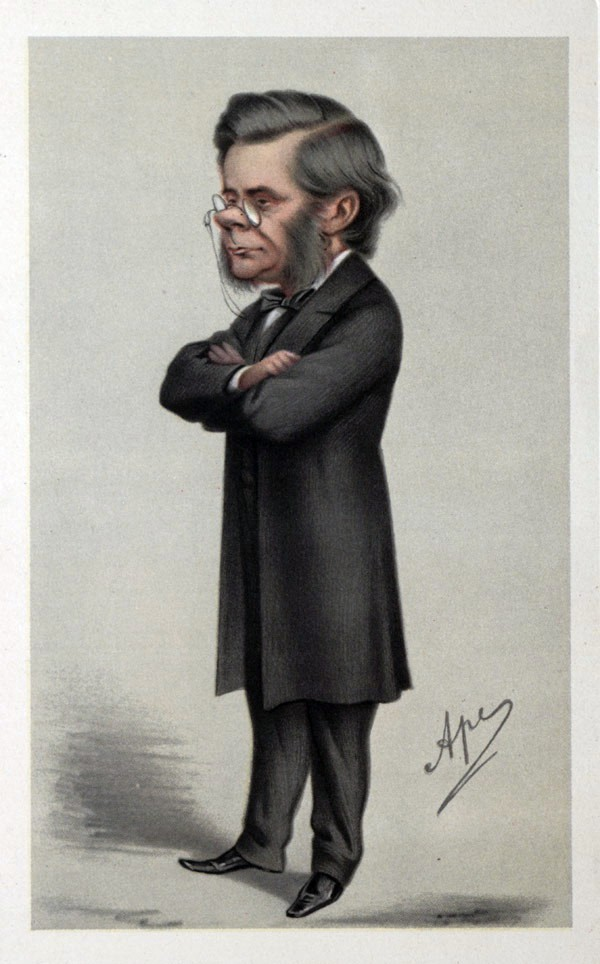
トマス・ヘンリー・ハクスリー
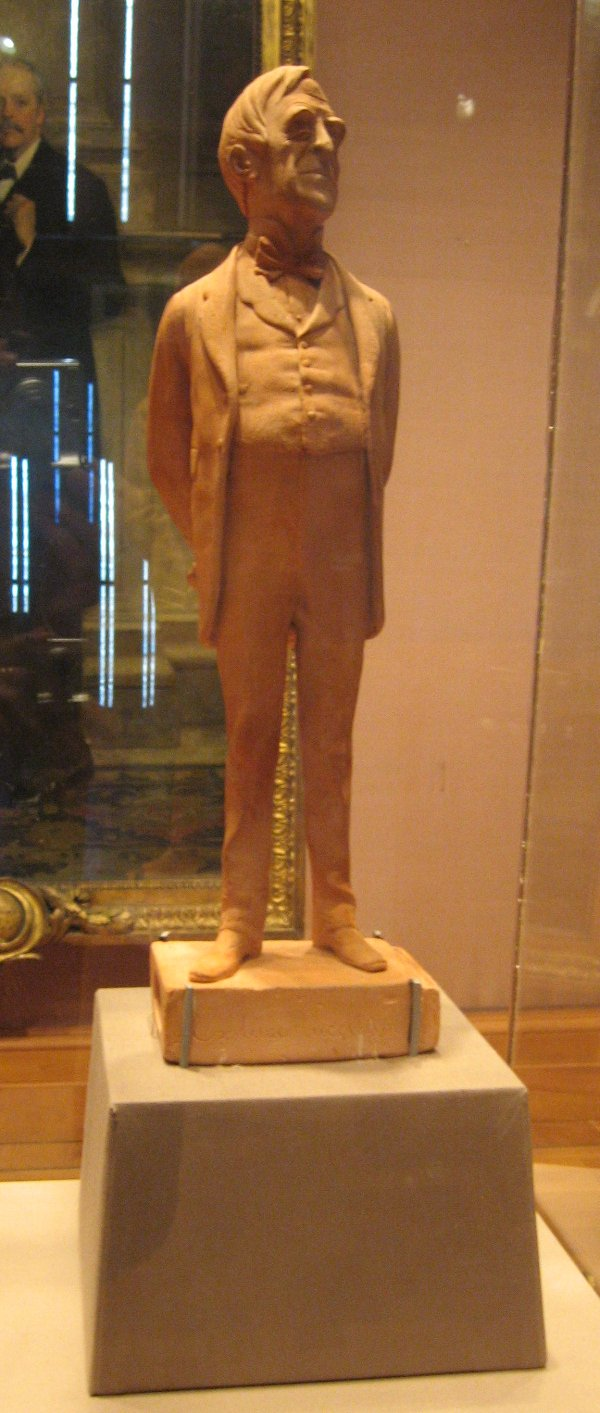
ロバート・ロウを模したペレグリーニには珍しい彫刻作品（テラコッタ、1873年）
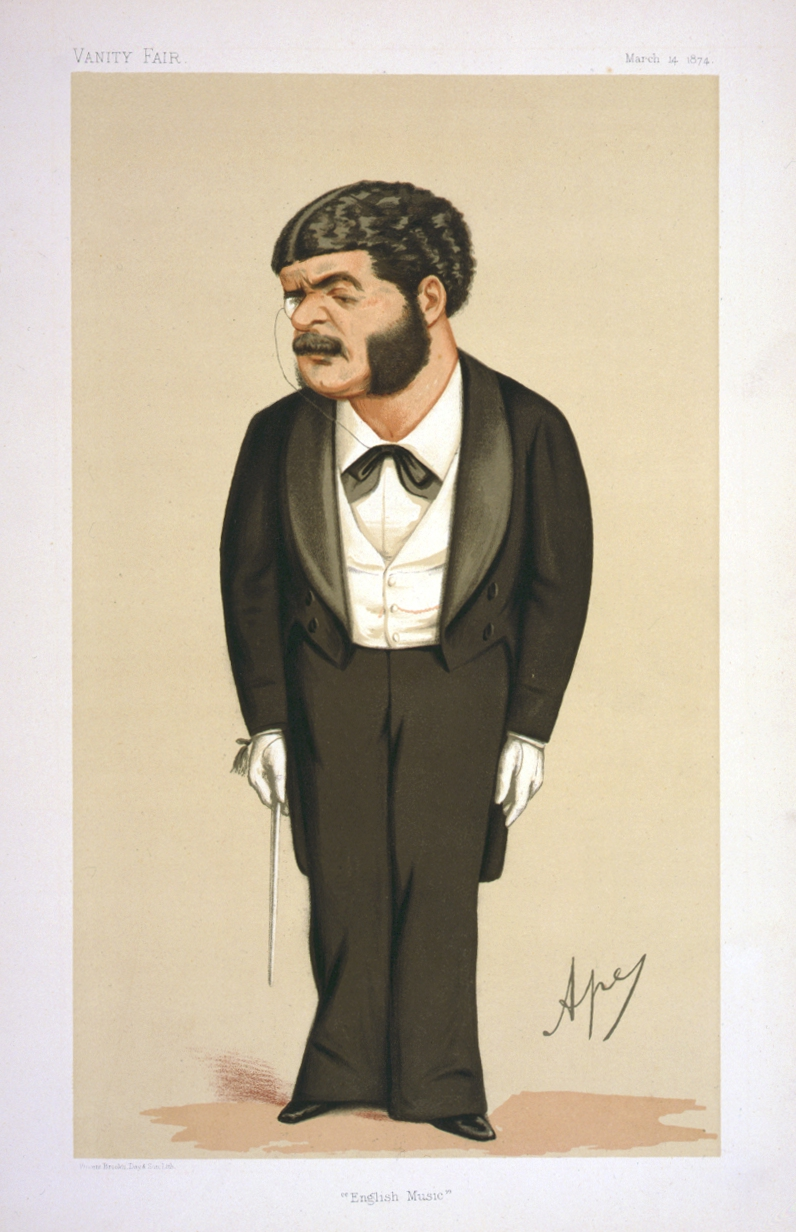
アーサー・サリヴァン
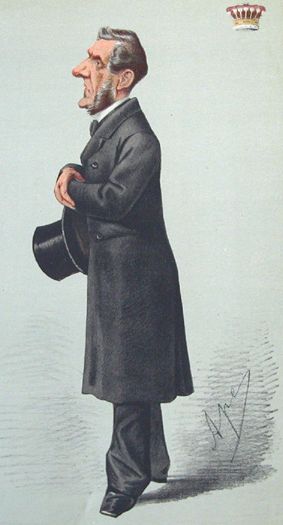
アントニー・アシュリー＝クーパー
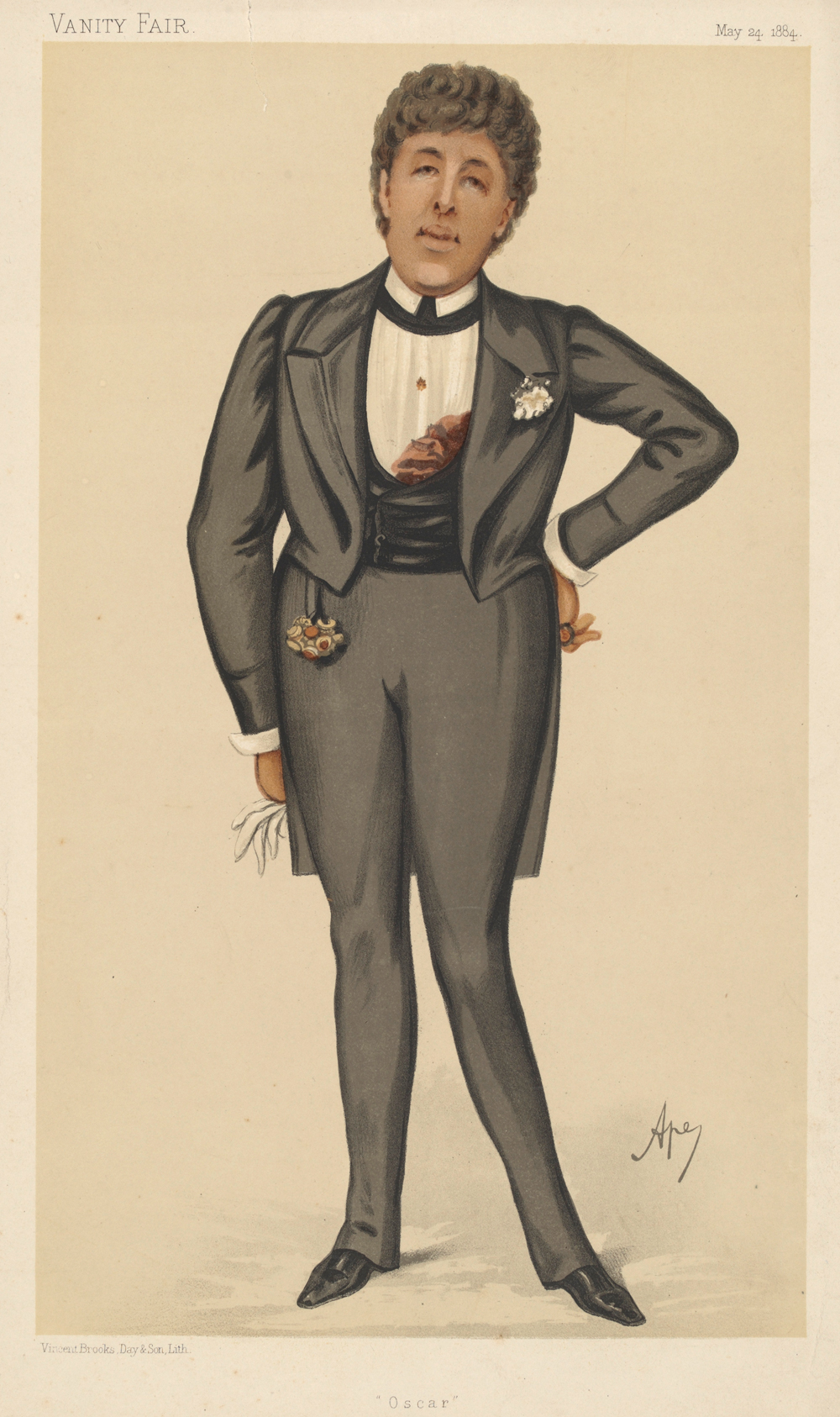
オスカー・ワイルド
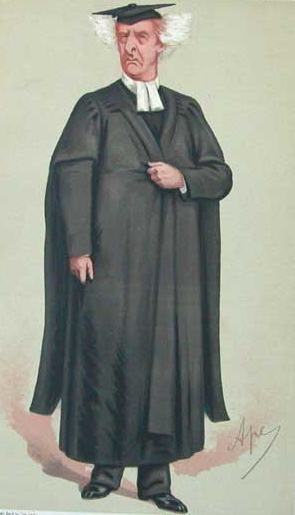
ヘンリー・リデル
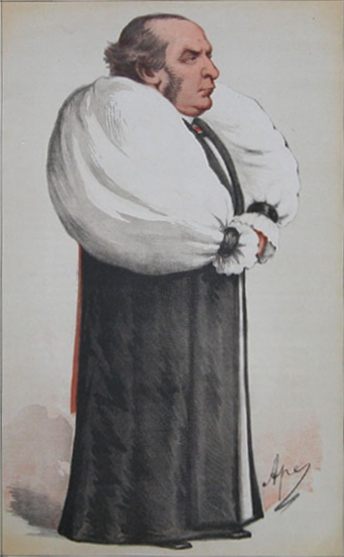
ウィリアム・トムソン
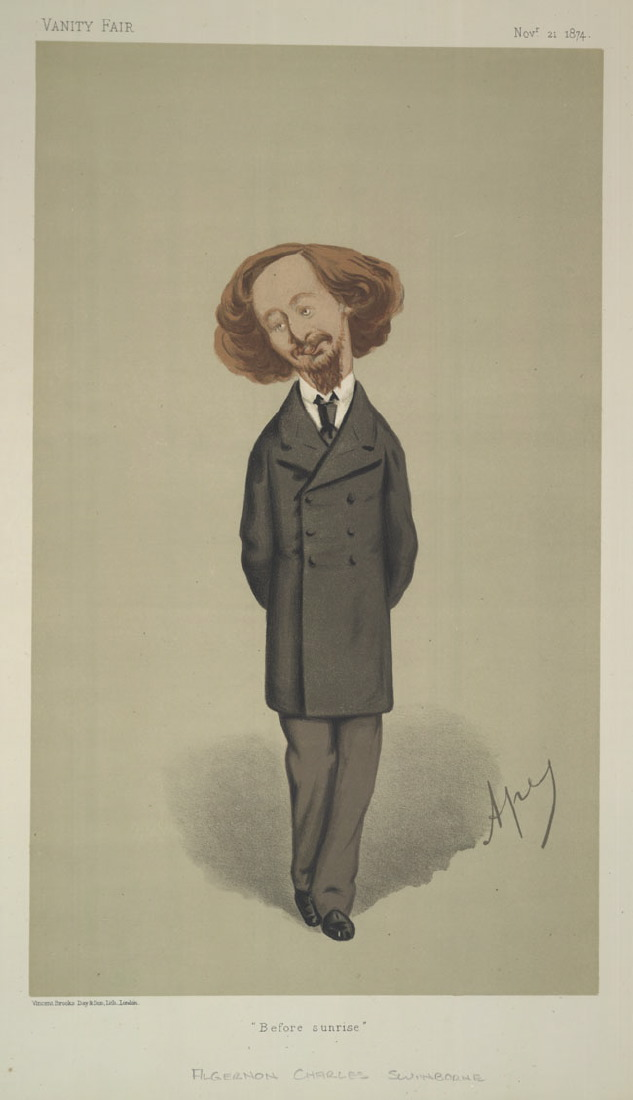
アルジャーノン・チャールズ・スウィンバーン
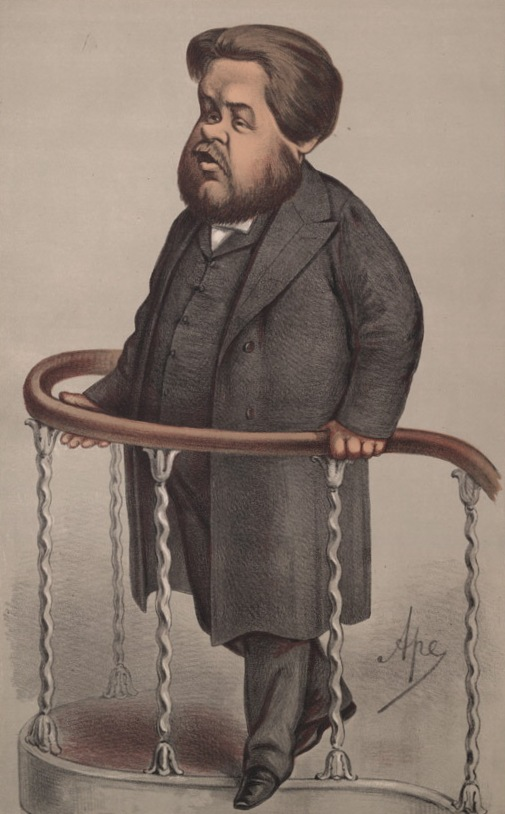
チャールズ・スポルジョン
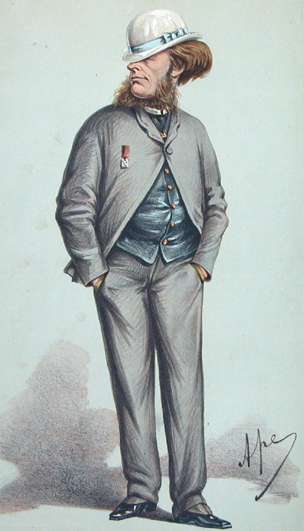
フランシス・チャータリス
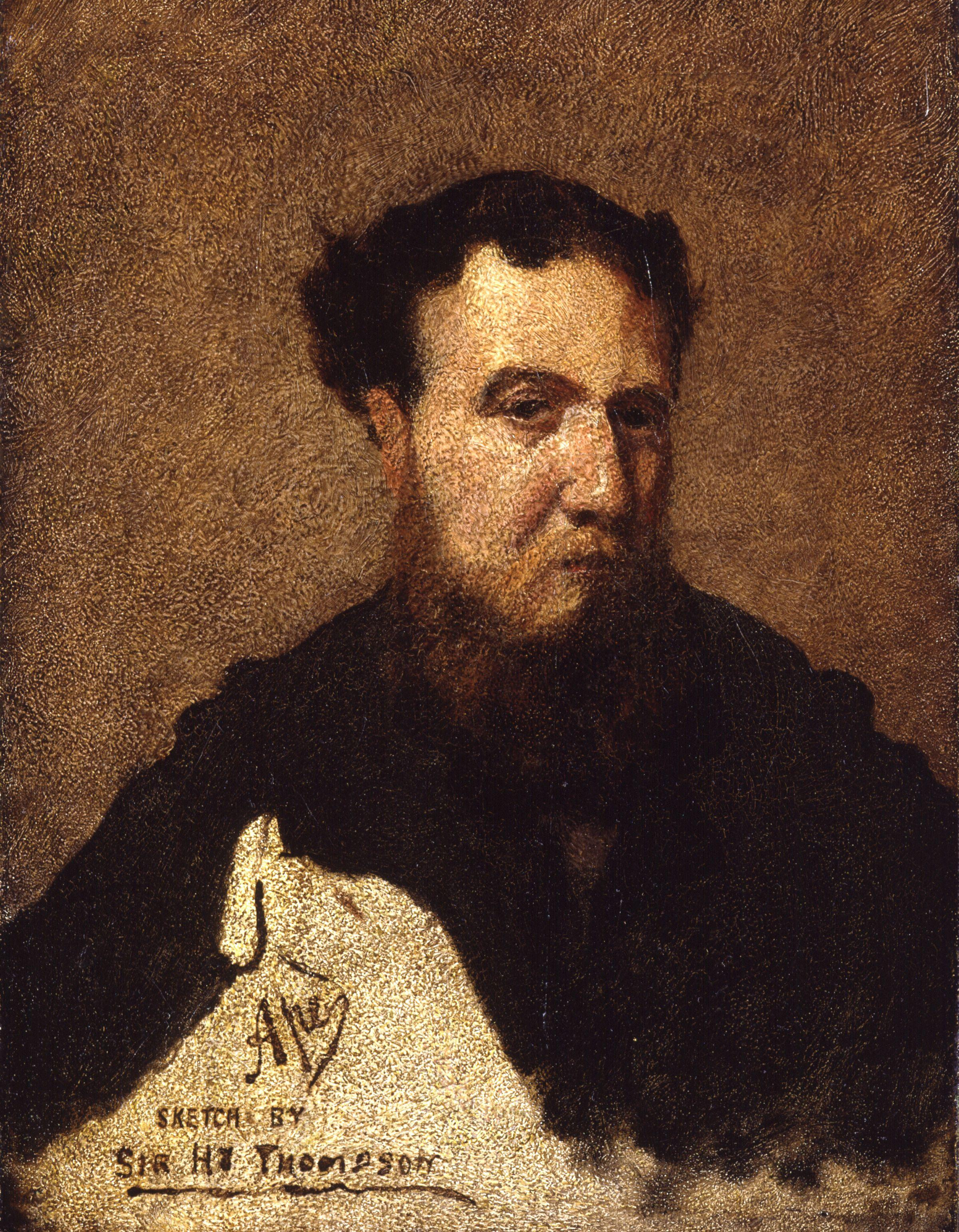
ヘンリー・トンプソン
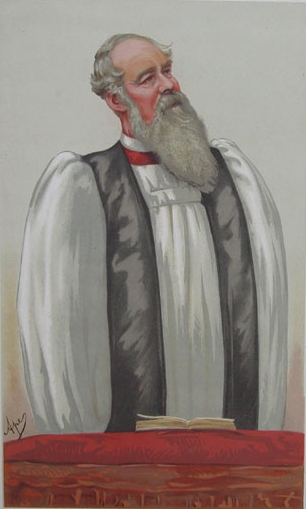
ジョン・チャールズ・ライル